# Изборска тврђава
Изборска тврђава (рус. Изборская крепость) позносредњовековна је тврђава саграђена почетком XIV века недалеко од древног Труворовог городишча код древног града Изборска. Тврђава се данас налази на подручју Печорског рејона, на крајњем западу Псковске области и европског дела Руске Федерације.
Изборска тврђава је све до почетка XVIII века представљала једно од најважнијих војничких утврђења на крајњем западу руске државе. По окончању Великог северног рата 1721. године границе руске државе су померене на запад, а самим тим Изборска тврђава губи свој погранични значај као војно утврђење. Унутар тврђаве данас се налази црква посвећена светом Николи Мирликијском, саграђена током XVII века. Значајан део тврђаве очуван је до данашњих дана.

## Историјат
Древни град Изборск основан је на прелазу из VII у VIII век као малено утврђење на узвишењу које се стрмо издизало изнад Городишченског језера на неких 45 метара висине изнад нивоа језера. Утврђење је касније прозвано Труворовим городишчем (городишче је руска реч за градину). Током IX века утврђење је било доста мало са површином од око 4.500 м², а име је добило по Трувору, брату легендарног варјашког књаза Рјурика, а који је владао Изборском од 862. до смрти 864. године. Тврђава је саграђена од стране словенских Кривича и у време настанка била је једним од три најважнија кривичка насеља на том подручју, поред Смоленска и Полоцка. Већ у X веку тврђава је прерасла у прави раносредњовековни град и важан трговачки и занатски центар. Крајем XI века Изборск постаје стратешки град у пограничном подручју Новгородске земље, тврђава је додатно утврђена каменим зидовима, а подигнута је и моћна кула стражара. Кула је имала шестоугаони облик, свака страна је била дугачка 6 метара, док је пречник био 10 метара. У зидинама крај куле налазио се и тајни пролаз који је коришћен током изненадних опсада утврђења.
Првобитна камена тврђава имала је двоја врата, западна — која су повезивала унутрашњост тврђаве са околним насељем — и источна — која су повезивала тврђаву са Городишченским језером на чијим обалама се налазило малено пристаниште и трг. Поред зидина дебљине 3 метра и висине до 3 метра, око тврђаве се налазило и земљано утврђење висине 6 метара. У оквиру зидина налазила се и мања кула чије зидине су имале дебљину око 1,5 метара, а насупрот куле налазио се тајни тунел ширине 0,8 метара и висине до 1 метра који је са спољне стране био затворен стеном.
Током целог XIII века тврђава се налазила на мети напада Ливонских и немачких крсташа, све док и коначно није уништена 1330. године. Ново утврђење, савремена Изборска тврђава, почело је да се гради још исте године, на неких 1,5 километара јужније од старе тврђаве. Године 1342. тврђава је 11 дана била под безуспешном опсадом ливонаца, а сличан исход имала је и 18-одневна немачка опсада из 1367. године (Немци нису успели да поруше зидине тврђаве и продру у њену унутрашњост ни уз помоћ ударних овнова).
Године 1581. град Изборск је заузет од стране пољског краља Стефана Баторија, а током Смутних времена тврђава је често била метом напада литванских војски. По окончању Великог северног рата 1721. године границе руске државе су померене на запад, а самим тим Изборска тврђава губи свој стратешки погранични значај као војно утврђење. У наредним годинама тврђава је готово потпуно напуштена и средином XIX века била је готово потпуно у рушевинама. По указу императора Николаја I Павловича први значајнији ремонт тврђаве извршен је 1842. године, и том приликом обновљене су зидине тврђаве и саграђен је нови звоник покрај Никољске цркве.
У данашње време Изборска тврђава представља део „Изборског музеја” и сматра се музејским локалитетом. На подручју тврђаве обављају се обимни рестаураторски радови и археолошка истраживања.

## Карактеристике тврђаве
Непосредно након преношења на садашњи локалитет, Изборска тврђава је представљала дрвено утврђење са једним торњем (Луковка) који се налазио унутар источног зида. Торањ је имао округлу основу пречника 9,5 метара, и висине око 13 метара. У југоисточном делу тврђаве налазио се уски подземни пролаз дужине око 40 метара, ископан на дубини од 16 метара. Тај тунел је повезивао унутрашњост тврђаве са подножјем брда.
Почетком XV века дрвене зидине су замењене каменим (углавном од кречњака), а чеони зид имао је облик конвексног двослојног лука. Испод зидина ископан је дубоки ров који је испуњен водом. Унутар тврђаве подигнуто је неколико камених торњева који су служили за артиљеријске јединице. Укупна дужина зидина у то време била је око 850 метара, а површина унутар тих зидина 2,4 хектара. Зидине су имале дебљину од око 3 метра.
Током целог XVI века тврђава је додатно утврђивана, а нарочито се пажња посвећивала ојачавању зидина лије дебљине су износиле од 2,5 до 3,7 метара у бочним, и преко 5 метара са чеоне стране. Физиономски тврђава је попримила облик неправилног троугла са полукружним угловима и са укупно 6 кула. Површина тврђаве је проширена на преко 15.000 м². Куле су се налазиле на међусобном растојању од 60 метара и биле су истурене ван зидина, што је омогућавало ефикасно артиљеријско деловање по нападачима на већим удаљеностима од самих зидина.
Једини торањ који је одступао од округле форме био је онај на северозападу (Плоскушка) који је имао правоугаону форму. Та кула је имала димензије 8,5×9,5 метара, и висину од око 15 метара.
- Никољска црква унутар тврђаве
- Никољска врата
- Зидине Изборске тврђаве